# U-Bahnhof Farmsen

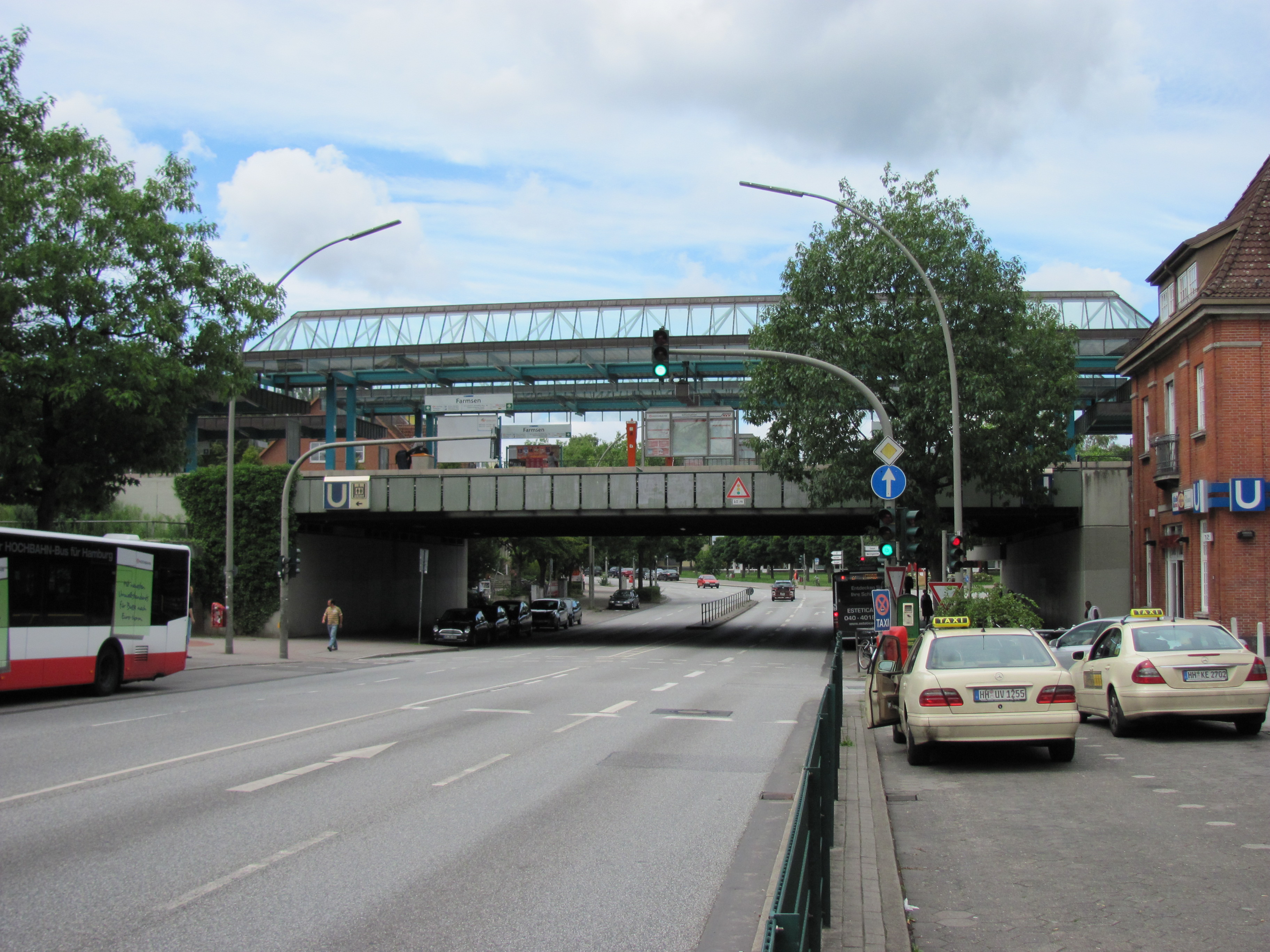
Bahnsteige, Sicht von der Straße aus

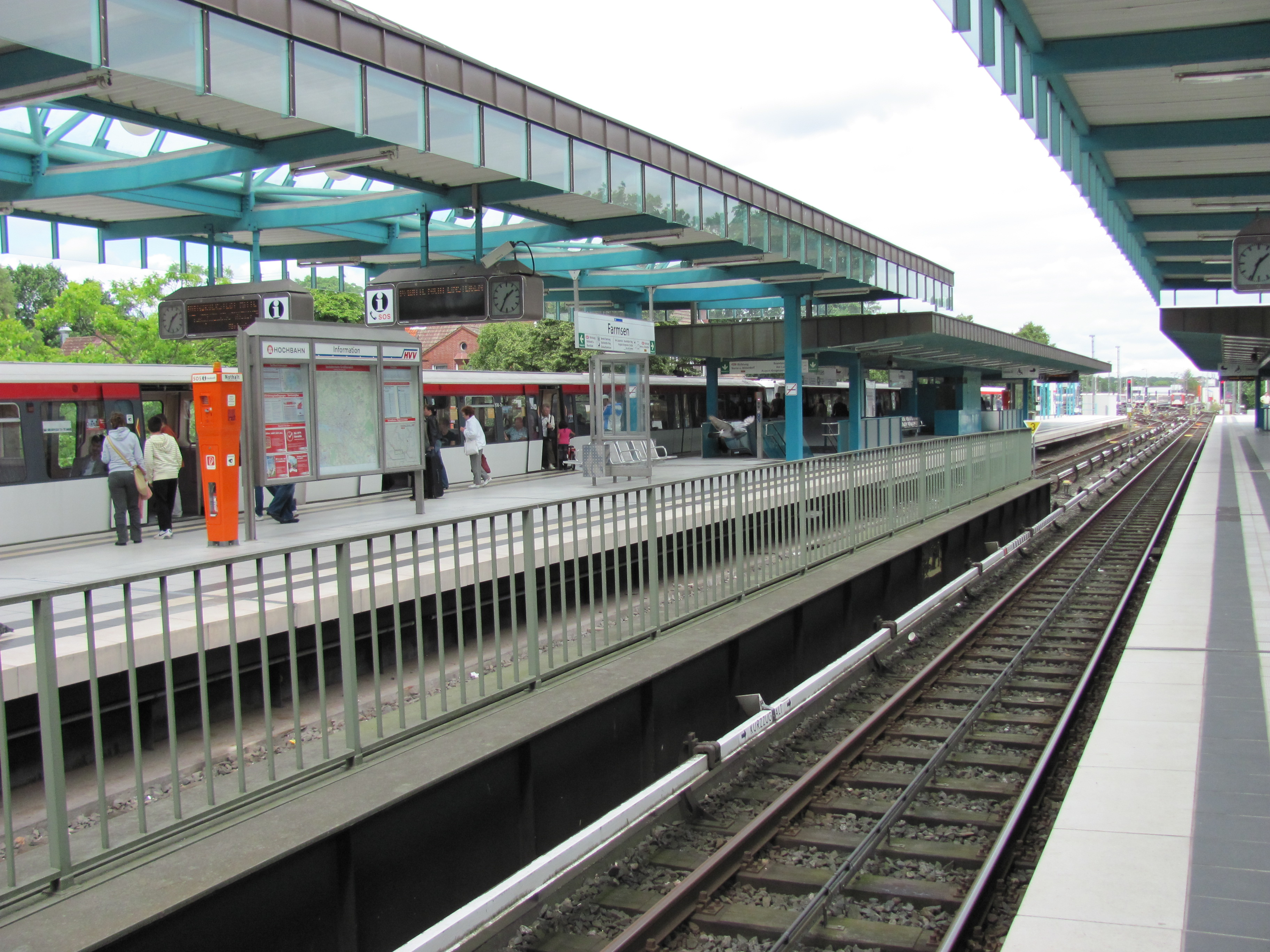
Bahnsteige

Der U-Bahnhof Farmsen ist eine Haltestelle der Hamburger U-Bahn-Linie U1 im Stadtteil Farmsen-Berne. Das Kürzel der Station bei der Betreiber-Gesellschaft Hamburger Hochbahn lautet „FA“. Der U-Bahnhof hat täglich 30.770 Ein- und Aussteiger (Mo–Fr, 2019).

## Lage und Aufbau
Die Haltestelle Farmsen liegt zentral im namensgebenden Ortsteil des Stadtteils Farmsen-Berne. Die Anlage verfügt über zwei jeweils über 120 Meter lange Mittelbahnsteige mit insgesamt vier Gleisen. Die Bahnsteige liegen teilweise über der August-Krogmann-Straße, die etwa im rechten Winkel gekreuzt wird. Im Regelfall dienen die beiden Außengleise dem durchgehenden Verkehr auf der Linie U1, während in Farmsen ein- bzw. aussetzende Züge über die Innengleise fahren.
Zu beiden Seiten der August-Krogmann-Straße gibt es Vorhallen, von denen Treppen und auf der Südseite auch Aufzüge zu beiden Bahnsteigen führen. Nördlich der Haltestelle Farmsen liegt eine der Hauptwerkstätten der Hamburger U-Bahn. Von der Streckenzentrale Farmsen aus wird zentral der Betrieb auf der Linie U1 zwischen Großhansdorf bzw. Ohlstedt und Jungfernstieg gesteuert. In Farmsen befindet sich dafür seit 2004 ein Elektronisches Stellwerk, zusätzlich wird das Stellwerk Volksdorf ferngesteuert.

### Künstlerische Ausgestaltung

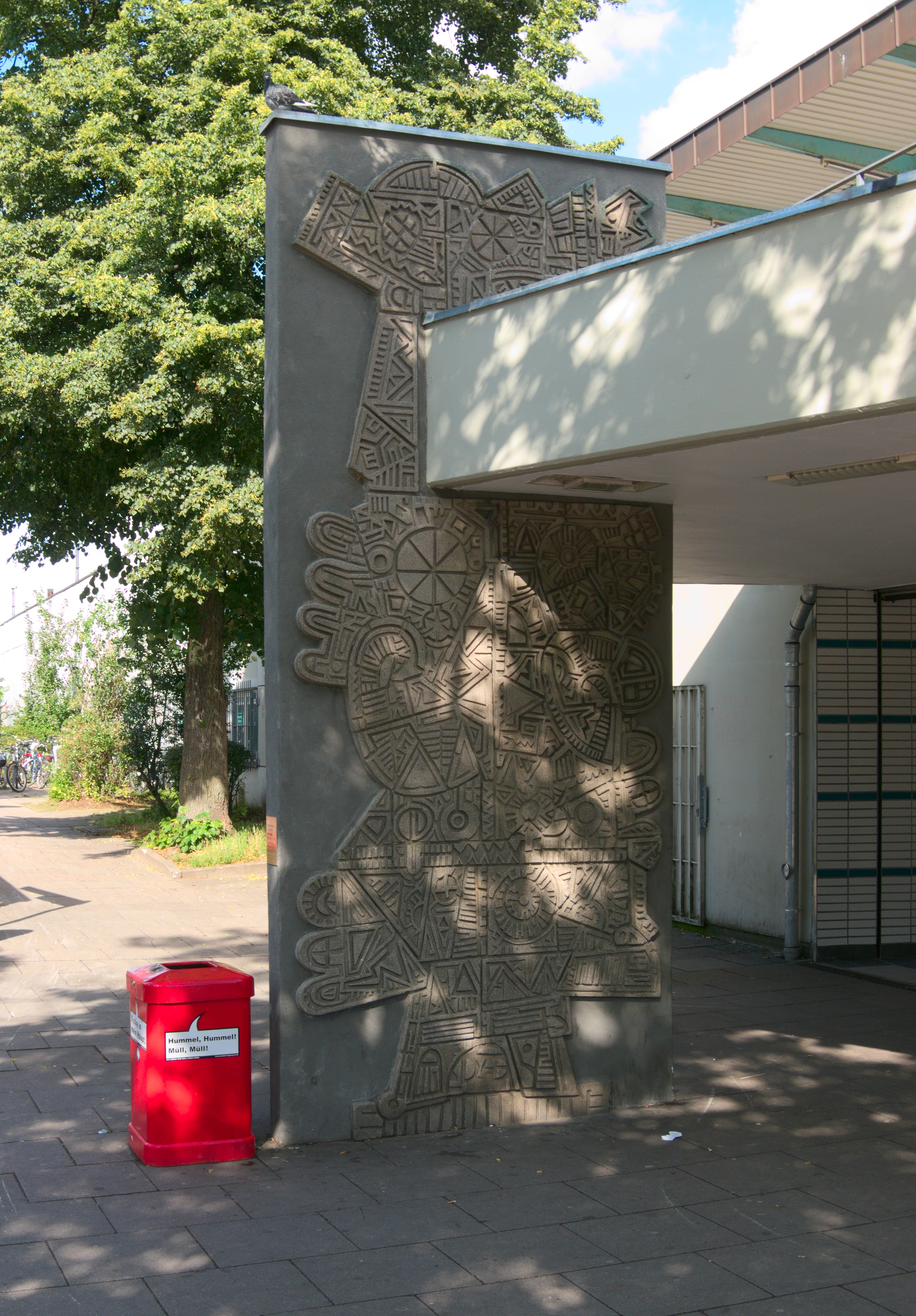
Betonstele nach Janssen

Am nordöstlichen Ausgang befindet sich eine drei Meter hohe Betonstele, die von Horst Janssen 1961 entworfen wurde. Sie ist eine seiner wenigen Arbeiten im öffentlichen Raum.

## Geschichte
Die Haltestelle Farmsen ging als Teil der sogenannten Walddörferbahn bereits 1918 in Betrieb. Zu Beginn der 1960er Jahre errichtete die Hamburger Hochbahn die U-Bahn-Werkstatt Farmsen. In diesem Zusammenhang erhielt die Anlage auch den zweiten Bahnsteig, der ursprüngliche Bahnsteig wurde versetzt, das Zugangsgebäude umgebaut und es entstand ein weiterer Zugang auf der Westseite. 1996 entstanden neue Zugänge auf der Südseite, die bereits mit Aufzügen ausgestattet wurden. Zudem wurden in diesem Jahr die Bahnsteigdächer komplett erneuert.

## Sonstiges
Das Kürzel der Haltestelle lautet FA. Die Abstände zu den Nachbarhaltestellen Trabrennbahn und Oldenfelde sind mit 1,4 km bzw. 1,1 km relativ groß.
| Linie | Verlauf |
| ----- | --- |
| U 1   | Norderstedt Mitte – Richtweg – Garstedt – Ochsenzoll – Kiwittsmoor – Langenhorn Nord – Langenhorn Markt – Fuhlsbüttel Nord – Fuhlsbüttel – Klein Borstel – Ohlsdorf – Sengelmannstraße (City Nord) – Alsterdorf – Lattenkamp (Sporthalle) – Hudtwalckerstraße – Kellinghusenstraße – Klosterstern – Hallerstraße – Stephansplatz (Oper/CCH) – Jungfernstieg – Meßberg – Steinstraße – Hauptbahnhof Süd – Lohmühlenstraße – Lübecker Straße – Wartenau – Ritterstraße – Wandsbeker Chaussee – Wandsbek Markt – Straßburger Straße – Alter Teichweg – Wandsbek-Gartenstadt – Trabrennbahn – Farmsen – Oldenfelde – Berne – Meiendorfer Weg – Volksdorf / Streckenast Ohlstedt – Buckhorn – Hoisbüttel – Ohlstedt \ Streckenast Großhansdorf – Buchenkamp – Ahrensburg West – Ahrensburg Ost – Schmalenbeck – Kiekut – Großhansdorf |

Der U-Bahnhof Farmsen ist mit sieben Buslinien bedeutender Knoten für den Nahverkehr im Hamburger Osten, insbesondere für die Anbindung des Stadtteils Rahlstedt.
| Linie | Verlauf                                                                                     |
| ----- | ------------------------------------------------------------------------------------------- |
| 26    | U Alsterdorf – S Rübenkamp – Steilshoop – U Farmsen – Rahlstedt – Rahlstedt Großlohe        |
| 27    | S Wellingsbüttel – U Farmsen – Tonndorf – Jenfeld – U Billstedt                             |
| 167   | U Berne – U Farmsen – Bf. Tonndorf                                                          |
| 168   | S Wellingsbüttel – U Berne – U Farmsen – Bf. Rahlstedt                                      |
| 171   | U Barmbek – U Straßburger Straße – Rentenversicherung Nord – U Farmsen – Thomas-Mann-Straße |
| 368   | S Wellingsbüttel – U Berne – U Farmsen – Rahlstedt                                          |
| 617   | U S Barmbek – U Berne – Rahlstedt – U Farmsen – U Berne                                     |